# Billy Coleman
Billy Coleman, né le 8 mai 1947, est un pilote automobile de rallyes irlandais.

## Biographie
Sa carrière s'étale de 1969 à 1987.
Son meilleur résultat en WRC est une 4e place au Tour de Corse en 1985. Il a également terminé deux fois 6e du Rally RAC, en 1975 et 1976, et à cinq reprises dans les dix premiers d'une épreuve, en sept participations seulement au circuit mondial.
Il concourt sur Ford Escort RS de 1970 à 1976, et de nouveau de 1978 à 1982. Pilote "touche-à-tout du volant", il s'est également essayé sur Alpine A110, Lancia Stratos, Fiat 131 Abarth, Chevrolet Chevair, Porsche 911, Opel Manta 400, MG Mero 6R4, et autre BMW M3 en toute fin de carrière.
Il est l'un des tout premiers pilotes irlandais de rallye à avoir été reconnu au niveau international.

## Palmarès

### Titres
- Champion d'Angleterre des rallyes: 1974, sur Ford Escort RS1600 (copilote Dan O'Sullivan) - 1er pilote irlandais vainqueur du BRC;
- Champion d'Irlande des rallyes: 1984, sur Opel Manta 400 (copilote Ronan Morgan);
  - 3e du championnat d'Europe des rallyes: 1979 (5e en 1975);

## 5 victoires en ERC
- Circuit d'Irlande: 1975, 1976 et 1984;
- Rallye Galway: 1976 et 1979;

## Victoires notables en championnat d'Irlande
- Rally Cork 20: 1970 (sur A110), 1971 (sur A110), 1972, 1976, 1984 et 1986 (sextuple vainqueur - record);
- Circuit d'Irlande: 1975, 1976, et 1984 (comptabilisé en BRC cette année-là);
- Rallye Galway: 1976 et 1979;
- Rallye Donegal: 1977, 1984, 1985 et 1986 (recordman des victoires);
- Rallye des Lacs: 1979 (1re édition), 1983, 1984 et 1985.